# CQ Андромеды
CQ Андромеды (лат. CQ Andromedae) — одиночная переменная звезда в созвездии Андромеды на расстоянии (вычисленном из значения параллакса) приблизительно 22248 световых лет (около 6821 парсека) от Солнца. Видимая звёздная величина звезды — от +13,3m до +10,3m.

## Характеристики
CQ Андромеды — красная пульсирующая полуправильная переменная звезда типа SRA (SRA) спектрального класса M4. Эффективная температура — около 3298 K.